# St. Cyril Peak
Der St. Cyril Peak (bulgarisch Връх Свети Кирил Wrach Sweti Kiril) ist ein 1505 m hoher Berg auf der Livingston-Insel im Archipel der Südlichen Shetlandinseln. Im Friesland Ridge der Tangra Mountains ragt er 4 km südsüdwestlich des Mount Friesland, 1,4 km südlich des Simeon Peak und 4,15 km nordwestlich des Samuel Point auf.
Bulgarische Wissenschaftler nahmen von 1995 bis 1996 Vermessungen vor. Die bulgarische Kommission für Antarktische Geographische Namen benannte ihn 2002 nach Kyrill von Saloniki (827–869).